# Mundaneum
Mundaneum, neboli „papírový Google“ je archivním centrem, nacházejícím se v Mons v Belgii. Bylo založeno v 20. století belgickými právníky Paulem Otletem a Henrim La Fontainem. Archiv čítá 12 milionů indexových kartiček a dokumentů. Bylo vytvořeno za účelem shromáždit veškeré znalosti světa bez ohledu na jejich formát a klasifikovat je dle systému Mezinárodního desetinného třídění (UDC), který zakladatelé vyvinuli.

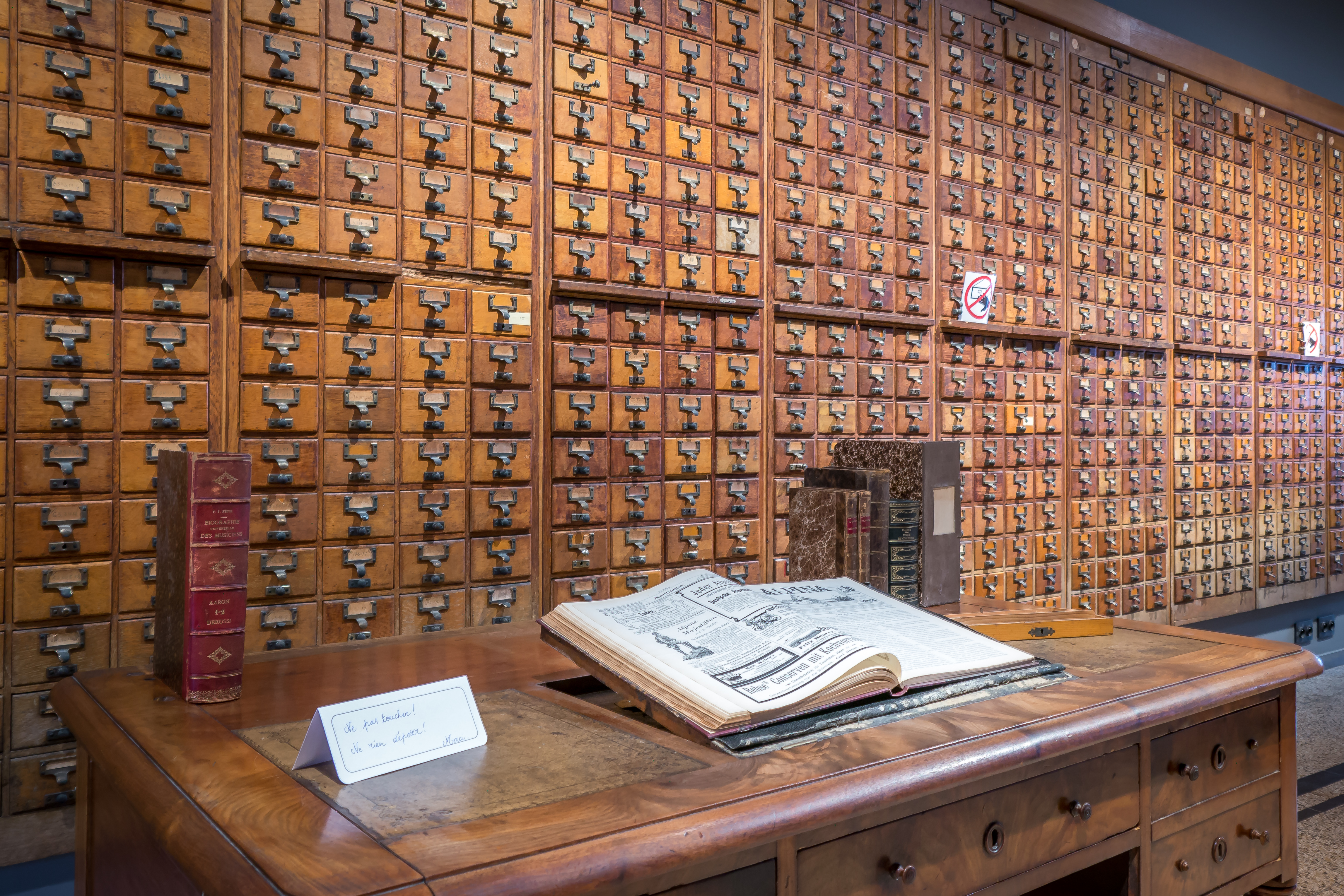

V 21. století je Mundaneum neziskovou organizací
V roce 2013 byl zařazeno do seznamu UNESCO v rámci programu Paměť světa a v roce 2015 do Evropského kulturního dědictví.

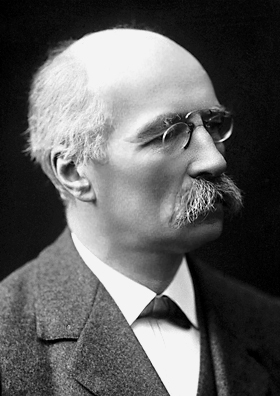
Henri La Fontaine – jeden ze zakladatelů

## Historie

### Počátky
Mundaneum bylo založeno v roce 1910 belgickými právníky Paulem Otletem a Henrim La Fontainem. Na jeho založení se také podílela Léonie La Fontaine. V roce 1909 zde založila Ústřední úřad pro dokumentaci o ženách. Zakladatelé věřili, že klíčem k míru jsou znalosti a to také sloužilo jako motivace k jeho vytvoření. Paul Otlet a Henri la Fontaine se setkali v roce 1890, kdy společně pracovali na sbírce judikatury Les Pandectes belges.

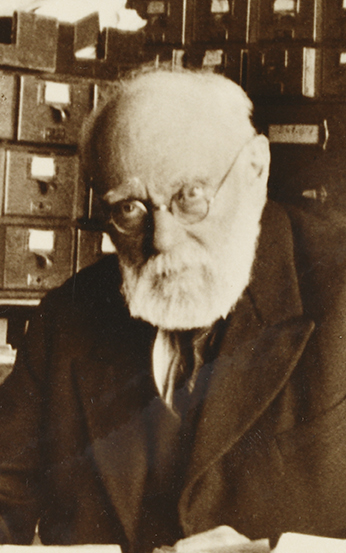
Paul Otlet- jeden ze zakladatelů

Ze začátku byl v roce 1895 vytvořen Mezinárodní bibliografický úřad (IOB) instituce, ve které má Mundaneum své kořeny. Vznikl na základě první mezinárodní konference o bibliografii konající se v Bruselu. Tou dobou si Otlet kvůli vysoké poptávce uvědomil, že papír bude muset být nahrazen něčím jiným. V roce 1934 napsal knihu Monde, ve které nastínil svou vizi mechanického, kolektivního mozku obsahujícího všechny informace na světě. Právě když se tato myšlenka začala formovat, belgická vláda ztratila o Mundaneum zájem, sbírka byla přesunuta do menších prostor a nakonec byla uzavřena kvůli finančním problémům. I když sbírky byly nepřístupné, práce Mezinárodního bibliografického institutu pokračovala v domě Paula Otleta.
V roce 1900 vznikl UBR, což je obrovská bibliografická databáze a považuje se jako jeden z prvních vyhledávačů. Otlet a La Fontaine se zprvu setkali s kritikou od jiných evropských knihovníků, ale i přesto svůj plán prosadili. Za svou práci získali uznání a menší dotaci od belgické vlády.

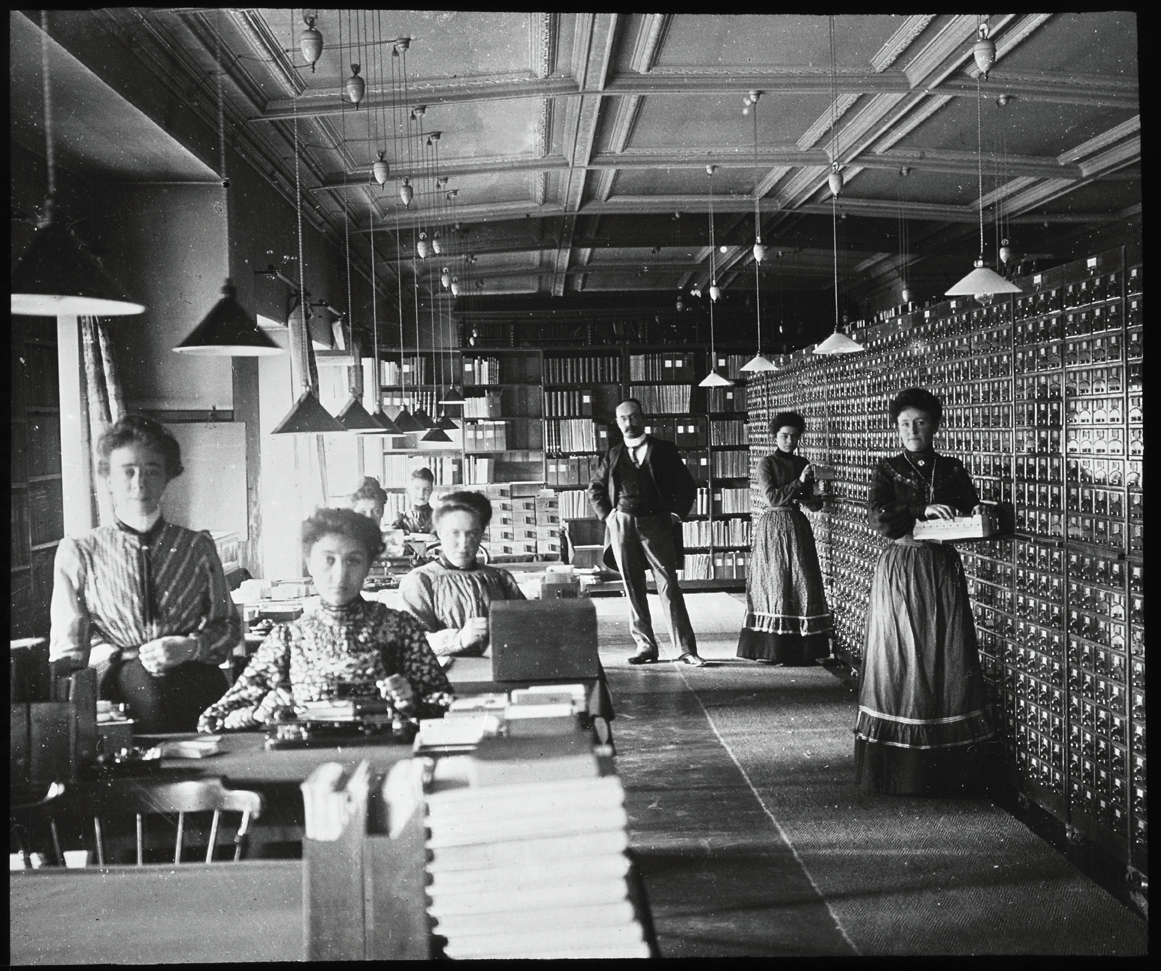
Le Répertoire Bibliographique Universel vers 1900

V roce 1905 vzniklo první hotové vydání Univerzální desetinná klasifikace (UDC), spočívající v klasifikaci publikací na základě čísla. Byl vyvinut na základě desetinného systému amerického knihovníka Melvila Deweyho. Tento systém se stal populární mezi knihovnami z celého světa.

## Památka evropského dědictví
V roce 2015 byl Mundaneum zařazen mezi památky evropského dědictví. Založení Mundanea se stalo jedním z přelomových okamžiků v intelektuálním a sociálním vývoji Evropy. Jeho zakladatelé věřili v mír, který se dá dosáhnout dialogem a sdílením znalostí. Mundaneum položilo základy současné informační vědy a dnes je považováno za předchůdce internetových vyhledávačů.

## Současnost

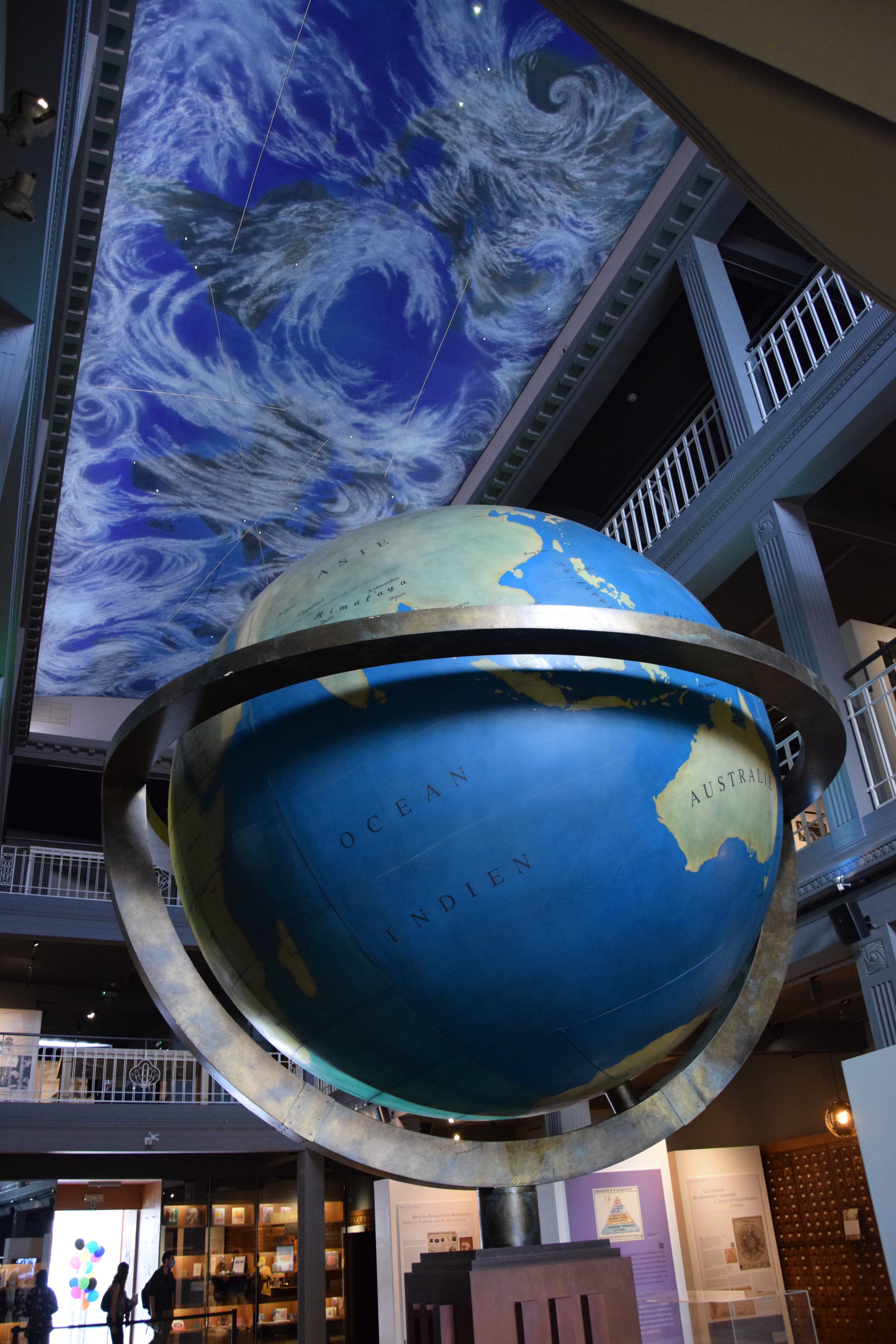

Pozůstatky Mundanea se nachází v Monsu. Projekt byl financován bývalým premiérem Belgie Elio Di Rupo a společností Google. Mundaneum nabízí různé výstavy na témata z minulosti instituce.
Permanentní výstava: „Stroj na přemýšlení o světě“ („Machine à penser le monde“)
Konference: „Mezi nacisty“ („Parmi les nazis“) proběhla 30.1. 2025
Příběh Mundanea je tématem knihy Mundaneum autora Mel Crouchera.